# 김보경 (가수)
김보경(金輔炅, 1990년 5월 16일 ~ )은 대한민국의 가수이다.

## 음반 목록

### 정규 음반
- 2012년 10월 Rockin`

### 싱글 음반
- 2010년 11월 Because of You
- 2010년 11월 I Go (역전의 여왕OST)
- 2011년 1월 하루하루
- 2011년 3월 봄처럼
- 2011년 5월 잊어도 지워도
- 2011년 6월 Suddenly (시티헌터OST)
- 2011년 9월 Without U
- 2011년 11월 Without U
- 2011년 12월 메아리
- 2012년 2월 눈을 감아도
- 2012년 3월 뭐해
- 2012년 4월 드라마틱 (바보엄마OST)
- 2012년 6월 One Thing (Acoustic Ver.)
- 2012년 6월 내게 무슨짓을 한 거야
- 2012년 8월 놀라요 (아랑사또전OST)
- 2012년 10월 나를 뉘인다
- 2012년 12월 혼자라고 생각말기 (학교2013OST)
- 2013년 1월 청개구리 (학교2013OST)
- 2013년 5월 사랑 끝
- 2013년 9월 가슴을 쳐봐도 (투윅스OST)
- 2013년 10월 그때로 가고싶다 (비밀OST)
- 2014년 4월 가슴이 소리치는 말 (쓰리 데이즈OST)
- 2014년 5월 지금 술 한잔 했어 (with 펀치)
- 2014년 9월 Memories (with 데니안)
- 2014년 10월 I Know (내겐 너무 사랑스러운 그녀OST)
- 2014년 12월 Say Something
- 2015년 1월 그대 하나로 (피노키오OST)
- 2015년 3월 고백하는거야
- 2015년 4월 With You (식샤를 합시다 2OST)
- 2015년 10월 그댄가봐요 (육룡이 나르샤 OST)
- 2016년 12월 네온세상
- 2017년 4월 기억을걷다 (원스탭OST)
- 2017년 10월 Tell Me (마녀의법정 OST)
- 2017년 11월 이별선물 (with 먼데이키즈)
- 2018년 1월 싫다
- 2018년 4월 밤벚꽃
- 2018년 7월 한번만 보자 (with 서은광)

- 2018년 11월 You are (배드파파 OST)

- 2018년 12월 버려지지않아 (나쁜형사OST)

- 2018년 12월 소란스러운날

- 2019년 1월 없는번호

- 2019년 4월 이별 후 폭풍
- 2019년 4월 You, Like, Me (킬잇OST)

- 2019년 8월 나만 잘하면돼

- 2019년 9월 리메이크앨범 ‘여자를 몰라’
- 2019년 11월 Noting’s Right (VIP OST)

- 2019년 12월 그날 그밤

- 2020년 3월 온도차

- 2020년 4월 솔로찬가

- 2020년 5월 꽃길한번 걸어보자

### OST
학교2013 - '혼자라고 생각말기'
효심이네 각자도생 - 저기 빛나는 별처럼

### 미니 음반
- 2011년 1월 the First Day
- 2011년 9월 GroWing
- 2014년 6월 Start Up
- 2015년 5월 0516
- 2016년 6월 I`M NEON

## 뮤직비디오
- 2010년 디지털 싱글 《Because of You》
- 2010년 역전의 여왕OST 《I Go》
- 2011년 the First Day 《하루하루》
- 2011년 the First Day 《봄처럼》
- 2011년 시티헌터OST 《Suddenly》
- 2011년 GroWing 《아파》
- 2013년 학교2013OST 《혼자라고 생각말기》
- 2014년 Start UP 《너와나를 기억해》
- 2015년 0516 《알약》
- 2017년 이별선물 《이별선물》

## 방송활동
- 2010년 Mnet 《슈퍼스타K 2》
- 2010년 tvN 《택시》
- 2011년 Mnet 《엠카운트다운》
- 2011년 KBS2 《뮤직뱅크》
- 2011년 SBS 《인기가요》
- 2011년 KBS1 《사랑의 리퀘스트》
- 2011년 Mnet 《엠사운드플렉스》
- 2011년 티브로드TV 《정지찬의 With You》
- 2011년 KBS2 《유희열의 스케치북》
- 2014년 JTBC 《히든싱어3》
- 2016년 KBS2 《불후의명곡》
- 2022년 SBS 《골 때리는 그녀들》fc탑걸 희망이

## 수상
- 2010년 10월 슈퍼스타K 2《핫이슈상》
- 2012년 2월 가온차트 어워드 《신인상》